# Stationskirche

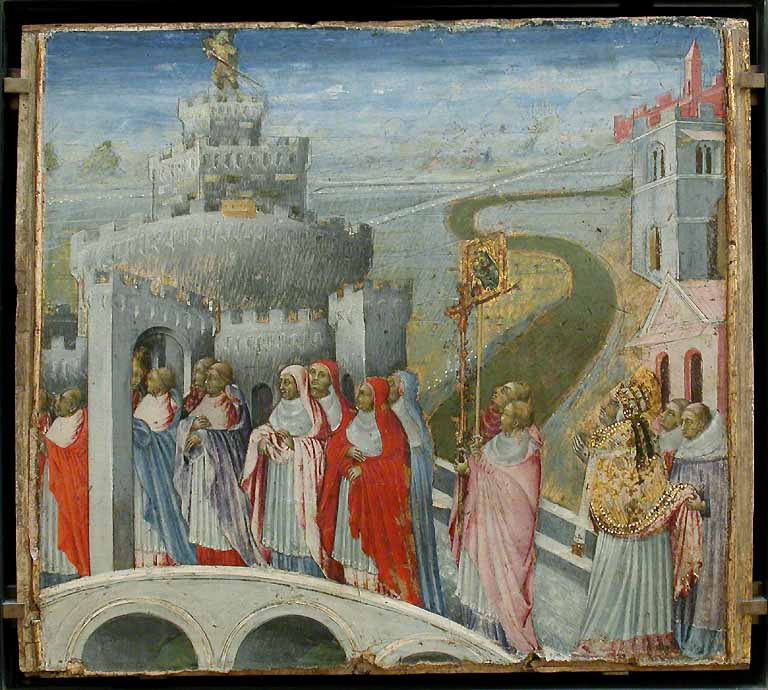
Die Prozession des hl. Gregor an der Engelsburg, Giovanni di Paolo (1465–1470)

Als Stationskirchen werden Kirchen in Rom bezeichnet, an denen nach altem kirchlichen Brauch sogenannte Stationsgottesdienste gehalten werden. Bei diesen ursprünglich sämtlich vom Papst gefeierten Gottesdiensten handelt es sich um solche, die der Ortsbischof in den Kirchen seiner Stadt zu festgesetzten Zeiten feiert. Sie sollen unter Bezug auf Joh 17,22  die Einheit der Gemeinden Roms untereinander und mit dem Papst versinnbildlichen. Vor dem Gottesdienst zieht eine Prozession, oft von einer anderen Kirche, der sogenannten Collectakirche, in der man sich zuerst zu einer Statio versammelt, unter dem Gesang der Allerheiligenlitanei zur Kirche.
Stationsgottesdienste sind seit dem Ende des 4. Jahrhunderts in der Ost- und der Westkirche nachweisbar. Die Praxis in der römisch-katholischen Kirche festigte sich im Laufe des 5. Jahrhunderts und erhielt unter Gregor dem Großen ihre endgültige Form, die bis zur Konstitution Sacrosanctum Concilium über die heilige Liturgie 1963 Gültigkeit hatte. Die Ankündigung eines Stationsgottesdienstes und der Kirche, in der er gefeiert werden sollte, erfolgte feierlich in der Liturgie des vorangehenden Sonntags, die Gemeinde antwortete auf die gesungene Ankündigung des Diakons mit Deo Gratias.
Von den 101 Stationsgottesdiensten in 45 Kirchen im Kirchenjahr steht der Papst nur wenigen noch selbst vor. Seit Johannes XXIII. ist es üblich, dass er nur die Stationsgottesdienste am Aschermittwoch und Gründonnerstag leitet. Alle anderen Stationsgottesdienste werden im Auftrag des Papstes von der Päpstlichen Akademie Cultorum Martyrum durchgeführt. Für die Fastenzeit und die Osteroktav ist an jedem Tag ein Stationsgottesdienst vorgesehen.
Nach dem römischen Vorbild kamen Stationsgottesdienste auch in anderen Orten auf. Das Caeremoniale Episcoporum für die Fastenzeit empfiehlt den Ortsgemeinden, wenigstens in größeren Städten, eigene Stationsgottesdienste zu feiern.

## Übersicht der Stationskirchen in Rom
Anselm Schott OSB postulierte, die Lage der Stationskirche habe „nicht selten“ Einfluss auf die Wahl der Messtexte gehabt. So sei die Lage der Stationskirche vom Montag der ersten Fastenwoche und vom Pfingstmontag, S. Pietro in Vinculi, neben einem alten Gebäude der Stadtpräfektur sicherlich bestimmend für die Wahl des Tagesevangeliums vom Endgericht gewesen. Wegen der Lage St. Anastasias neben alten Haupthandelsplätzen und Wechselstuben Roms sei vermutlich das Evangelium von der Vertreibung der Wechsler aus dem Tempel gewählt worden. Ähnliche Zusammenhänge ließen auch die Stationskirchen St. Paul vor den Mauern (für Sexagesimae) und St. Susanna erkennen.
Die folgende Aufstellung gibt die Angaben im Missale Romanum wieder, das bis kurz nach dem Zweiten Vatikanischen Konzil im Gebrauch war. Beim entsprechenden Tag wird in der Einführung zum Proprium jeweils auch seine Stationskirche genannt.
- erster Adventssonntag – Santa Maria Maggiore
- zweiter Adventssonntag – Santa Croce in Gerusalemme
- dritter Adventssonntag – Sankt Peter
- Quatembermittwoch im Advent – Santa Maria Maggiore
- Quatemberfreitag im Advent – Santi XII Apostoli
- Quatembersamstag im Advent – Sankt Peter
- vierter Adventssonntag – Santi XII Apostoli
- Vigil von Weihnachten – Santa Maria Maggiore
- erste Weihnachtsmesse (in der Nacht, „Engelamt“) – Santa Maria Maggiore (bei der Krippe)
- zweite Weihnachtsmesse (in der Morgendämmerung, „Hirtenamt“) – Sant’Anastasia al Palatino
- dritte Weihnachtsmesse (am Tage) – ursprünglich Sankt Peter, ab dem 12. Jahrhundert Santa Maria Maggiore
- hl. Erzmärtyrer Stephanus (26. Dezember) – Santo Stefano Rotondo
- hl. Johannes, Apostel, Evangelist (27. Dezember) – Santa Maria Maggiore
- hll. Unschuldige Kinder (28. Dezember) – Sankt Paul vor den Mauern
- Beschneidung des Herrn, Oktav von Weihnachten (1. Januar) – früher Sancta Maria ad martyres, später Santa Maria in Trastevere
- Erscheinung des Herrn (6. Januar) – Sankt Peter
- Septuagesimae – Sankt Laurentius vor den Mauern
- Sexagesimae – Sankt Paul vor den Mauern
- Quinquagesimae – Sankt Peter
- Aschermittwoch – Santa Sabina
- Donnerstag nach Aschermittwoch – San Giorgio in Velabro
- Freitag nach Aschermittwoch – Santi Giovanni e Paolo
- Samstag nach Aschermittwoch – früher St. Trypho, später Sant’Agostino
- erster Fastensonntag (Invocavit) – San Giovanni in Laterano
- Montag nach dem ersten Fastensonntag – San Pietro in Vincoli
- Dienstag nach dem ersten Fastensonntag – Sant’Anastasia al Palatino
- Quatembermittwoch in der Fastenzeit – Santa Maria Maggiore
- Donnerstag nach dem ersten Fastensonntag – San Lorenzo in Panisperna
- Quatemberfreitag in der Fastenzeit – Santi XII Apostoli
- Quatembersamstag in der Fastenzeit – Sankt Peter
- zweiter Fastensonntag (Reminiscere) – Santa Maria in Domnica
- Montag nach dem zweiten Fastensonntag – San Clemente
- Dienstag nach dem zweiten Fastensonntag – Santa Balbina
- Mittwoch nach dem zweiten Fastensonntag – Santa Cecilia in Trastevere
- Donnerstag nach dem zweiten Fastensonntag – Santa Maria in Trastevere
- Freitag nach dem zweiten Fastensonntag – San Vitale
- Samstag nach dem zweiten Fastensonntag – Santi Marcellino e Pietro
- dritter Fastensonntag (Oculi) – Sankt Laurentius vor den Mauern
- Montag nach dem dritten Fastensonntag – San Marco
- Dienstag nach dem dritten Fastensonntag – Santa Pudenziana
- Mittwoch nach dem dritten Fastensonntag – St. Xystus
- Donnerstag nach dem dritten Fastensonntag – Santi Cosma e Damiano
- Freitag nach dem dritten Fastensonntag – San Lorenzo in Lucina
- Samstag nach dem dritten Fastensonntag – Santa Susanna
- vierter Fastensonntag (Laetare) – Santa Croce in Gerusalemme
- Montag nach dem vierten Fastensonntag – Santi Quattro Coronati
- Dienstag nach dem vierten Fastensonntag – San Lorenzo in Damaso
- Mittwoch nach dem vierten Fastensonntag – Sankt Paul vor den Mauern
- Donnerstag nach dem vierten Fastensonntag – Santi Silvestro e Martino
- Freitag nach dem vierten Fastensonntag – Sant’Eusebio
- Samstag nach dem vierten Fastensonntag – früher Sankt Laurentius vor den Mauern, später San Nicola in Carcere
- erster Passionssonntag (Judica) – Petersdom
- Montag nach dem ersten Passionssonntag – San Crisogono
- Dienstag nach dem ersten Passionssonntag – früher St. Cyriakus, seit 1588 Santa Maria in via lata
- Mittwoch nach dem ersten Passionssonntag – San Marcello
- Donnerstag nach dem ersten Passionssonntag – St. Apollinaris
- Freitag nach dem ersten Passionssonntag – Santo Stefano Rotondo
- Samstag nach dem ersten Passionssonntag – San Giovanni a Porta Latina
- zweiter Passionssonntag (Palmsonntag) – San Giovanni in Laterano
- Montag der Karwoche – Santa Prassede
- Dienstag der Karwoche – Santa Prisca
- Mittwoch der Karwoche – Santa Maria Maggiore
- Gründonnerstag (Messe vom Letzten Abendmahl) – San Giovanni in Laterano
- Karfreitag – Santa Croce in Gerusalemme
- Osternacht – San Giovanni in Laterano
- Ostersonntag – Santa Maria Maggiore
- Ostermontag – Sankt Peter
- Dienstag der Osteroktav – Sankt Paul vor den Mauern
- Mittwoch der Osteroktav – Sankt Laurentius vor den Mauern
- Donnerstag der Osteroktav – Santi XII Apostoli
- Freitag der Osteroktav – Santa Maria ad Martyres
- Samstag der Osteroktav – San Giovanni in Laterano
- Weißer Sonntag (Quasimodogeniti) – San Pancrazio
- zweiter Sonntag nach Ostern – Sankt Peter (am Grab des Apostels Petrus)
- Christi Himmelfahrt – Sankt Peter
- Vigil von Pfingsten – San Giovanni in Laterano
- Pfingstsonntag – Sankt Peter
- Pfingstmontag – San Pietro in Vincoli
- Dienstag nach Pfingsten – Sant’Anastasia al Palatino
- Quatembermittwoch in der Pfingstwoche – Santa Maria Maggiore
- Donnerstag in der Pfingstwoche – Sankt Laurentius vor den Mauern
- Quatemberfreitag in der Pfingstwoche – Santi XII Apostoli
- Quatembersamstag in der Pfingstwoche – Sankt Peter
- Quatembermittwoch um Kreuzerhöhung – Santa Maria Maggiore
- Quatemberfreitag um Kreuzerhöhung – Santi XII Apostoli
- Quatembersamstag um Kreuzerhöhung – Sankt Peter[3]